# Cena je správna
Cena je správna è un game show/telequiz a premi facente parte del palinsesto slovacco; riproduce il format statunitense The Price Is Right (noto in Italia come Ok, il prezzo è giusto). Il programma va in onda su TV JOJ nel 2013 e 2014.
La conduzione è stata affidata ad Andrea Lehotská che per le prime 14 puntate è stata affiancata da Matej "Sajfa" Cifra, successivamente sostituito con Michal Hudák. Nel 2014 è Michal Hudák a condurre la trasmissione dato che Andrea Lehotská lascia per altri impegni.